# 西泽里斯·塔西亚季斯
西泽里斯·塔西亚季斯（希臘語：Σιδέρης Τασιάδης，1990年5月7日—），德国男子皮划艇运动员，2012年夏季奥林匹克运动会男子单人划艇激流回旋银牌得主、2020年夏季奥林匹克运动会男子单人划艇激流回旋铜牌得主。